# Bensonville
Bensonville är en stad i nordvästra Liberia. Staden hade 4 089 invånare (2008) och är huvudstad i Montserrado. Bensonville är en av Liberias äldsta städer. Staden bytte namn från Capeland 1876 efter frihetskämpen Benson.